# Streptodonta pterochaeta
Streptodonta pterochaeta är en ringmaskart som först beskrevs av Rowland Southern 1914.  I den svenska databasen Dyntaxa används istället namnet Opisthodonta pterochaeta. Enligt Catalogue of Life ingår Streptodonta pterochaeta i släktet Streptodonta och familjen Syllidae, men enligt Dyntaxa är tillhörigheten istället släktet Opisthodonta och familjen Syllidae. Arten har ej påträffats i Sverige. Inga underarter finns listade i Catalogue of Life.